# Beth Dobbin
Beth Dobbin (7 de junio de 1994) es una deportista de Reino Unido que compite en atletismo. Ganó una medalla de oro en el Campeonato Europeo de Atletismo por Equipos de 2021, en la prueba de 200 m.